# CFM International LEAP
CFM International LEAP (dawniej znany jako LEAP-X) – seria turbowentylatorowych, dwuprzepływowych silników lotniczych o dużym stosunku dwuprzepływowości. Wytwarzane są przez firmę CFM International do zastosowania na samolotach wąskokadłubowych nowej generacji. Silniki te są następcą modelu CFM International CFM56.

## Projekt
Prace związane z nowym silnikiem CFM International rozpoczął w 2005. Pierwsze uruchomienie silnika nazwanego LEAP-X nastąpiło 13 lipca 2008. Silnik ten ma być następcą serii CFM56-5B oraz CFM56-7B (montowane obecnie w Airbusach A320 oraz Boeingach 737. Nowy silnik zawiera więcej materiałów kompozytowych, które w połączeniu z nowatorskimi rozwiązaniami technologicznymi ograniczają zużycie paliwa o 16% w stosunku do modelu CFM56.
Silnik napędza następujące samoloty:
- amerykański Boeing 737 MAX[1]
- europejski Airbus A320neo[1]

oraz samolot, który obecnie jest jeszcze w fazie projektowania:
- chiński Comac C919[1]